# Joey Badass
Джо-Вон Ви́ржини Скотт (англ. Jo-Vaughn Virginie Scott; 20 января 1995), более известный под псевдонимом Joey Badass (рус. Джо́уи Бэдэ́сс; стилизовано как Joey Bada$$) — американский рэпер из Бруклина. Сооснователь коллектива Pro Era, при поддержке которого он выпустил три микстейпа и альбом. Его дебютный микстейп, 1999, был выпущен в 2012 году. Он был хорошо принят критиками и принёс рэперу широкое признание. В том же году был выпущен второй микстейп, Rejex. В 2013 году он выпустил третий микстейп, Summer Knights, попавший в список лучший микстейпов года по версии журнала XXL. В 2015 году рэпер выпустил свой дебютный альбом под названием B4.DA.$$. Он стал коммерчески успешным, попав на пятую строчку чарта Billboard 200 и продавшись тиражом 55 тысяч экземпляров в первую неделю. Альбом был положительно оценен критиками, отметившими способности рэпера.

## Биография

### Детство и юность
Джо-Вон Скотт родился 20 января 1995 года в Бруклине, в районе Ист-Флэтбуш, но вырос в Бедфорде — Стайвесанте. Его мать была с Сент-Люсии, а отец — с Ямайки. Джоуи стал первым ребёнком в семье, родившимся в США. Он с детства интересовался театром и хотел учиться в знаменитой средней школе Фьорелло Ла Гуардии, где учились Аль Пачино и Роберт Де Ниро, но не смог попасть туда. Джоуи попал в среднюю школу Эдварда Мэроу. Там он познакомился со своими одноклассниками, вместе с которыми он позже создаст коллектив Pro Era. В итоге он решил сосредоточиться на музыке и так и не окончил школу.
Джоуи с детства слушал много музыки, среди которой были хип-хоп, R&B, соул и регги. По его словам, интерес к хип-хопу у него вызвала композиция «Hypnotize» рэпера The Notorious B.I.G.. В качестве музыкантов, повлиявших на его творчество, рэпер также называет Nas, MF DOOM, J Dilla и Jay-Z. Он начал писать тексты песен в 10 лет. В 15 лет он начал читать рэп под псевдонимом JayOhVEE, который позже сменил на Joey Bada$$ (рус. Джо́уи Бэдэ́сс, дословно — «Крутой Джоуи»). Сам рэпер так объясняет смену псевдонима:

Изначально, моим псевдонимом был JayOhVee. Но позже я сменил его на Joey Bada$$, не потому что так красивее, а потому что в тот момент я сменил своё мировоззрение. И я вырос интеллектуально, поэтому я посчитал, что стоит также сменить псевдоним. На тот момент он звучал круто, подходил мне по настроению. А теперь я считаю, что к чёрту его. Главное — не псевдоним. Просто слушайте музыку.
Оригинальный текст (англ.)My name at first was JayOhVee. But I changed it to Joey Bada$$, not just for more appeal, but there was a point in my life where I was changing the way I viewed the world. And I grew up intellectually, so I thought the name change was necessary. That’s what sounded cool at the time, what fit my mood. And now it’s just like, ‘Fuck it. It’s not really about the name. Just listen to the music.

### 2010—2012: Контракт с Cinematic Music
В 2010 году Джоуи загрузил видео со своим фристайлом на YouTube. Джонни Шайпс (англ. Jonny Shipes), президент лейбла Cinematic Music Group и менеджер рэперов Big K.R.I.T. и Smoke DZA, увидел данный фристайл и заинтересовался Джоуи, после чего связался с ним через Твиттер. В 2012 году он подписал с ним контракт и стал его менеджером.
В начале 2012 года Joey Badass и Capital Steez выпустили клип на свой трек «Survival Tactics». Данный клип увеличил популярность группы Pro Era. Он попал на телеканал MTV News, в блок RapFix Live. Позже рэпер также несколько раз выступил в программе Sucker Free на телеканале MTV2.

### 2012:1999и возросшая популярность

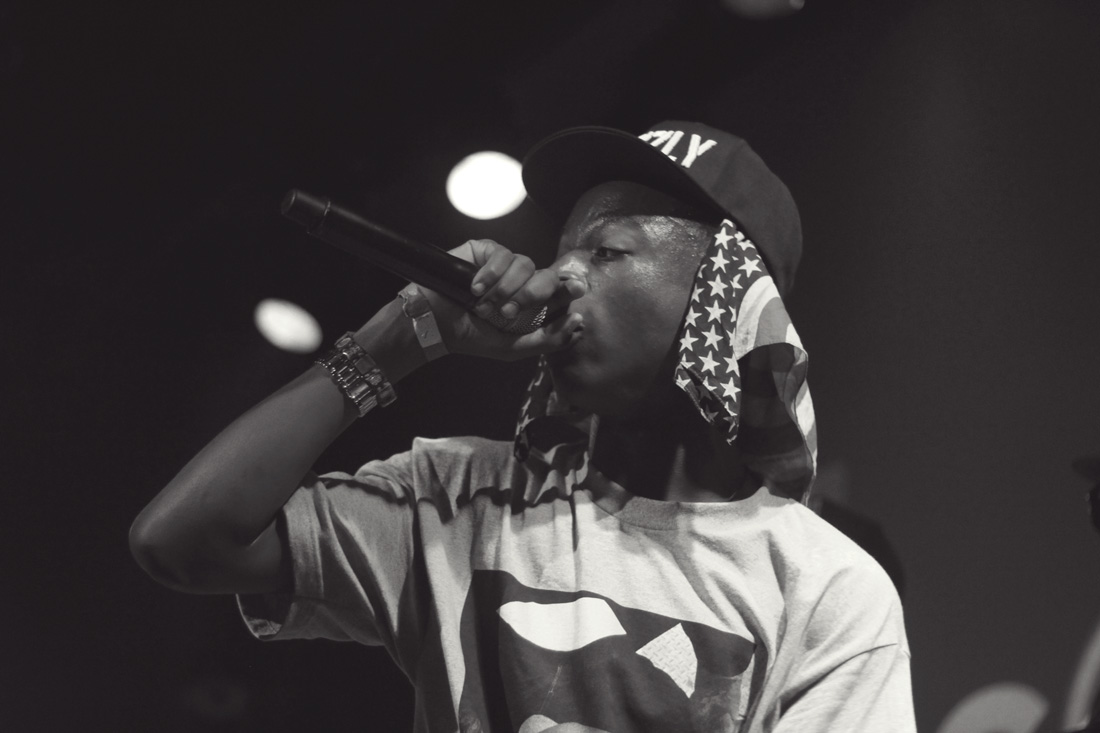
Joey Badass выступает в Нью-Йорке в июне 2012 года

12 июня 2012 года рэпер выпустил свой дебютный микстейп, 1999. Микстейп повысил популярность Джоуи и получил признание критиков. Журнал Complex поместил его на 38-е место в своём списке 50 лучших альбомов 2012 года, сайт HipHopDX назвал его лучшим микстейпом 2012 года. 6 сентября того же года он выпустил второй микстейп, Rejex, на который вошли композиции, не попавшие на первый микстейп.
Незадолго до выхода первого микстейпа через Твиттер с ним связался рэпер Mac Miller, предложивший записать совместный трек. Композиция, названная «America» и записанная совместно с Casey Veggies, попала на микстейп Macadelic. В июле на неё был выпущен клип.
С июля 2012 года Джоуи принимал участие в концертном туре The Smoker’s Club’s One Hazy Summer Tour, проведённом при поддержке компании Eckō Unltd. и сайта livemixtapes.com. В туре помимо Джоуи и группы Pro Era также приняли участие Juicy J (в качестве основного музыканта) и Smoke DZA.
В то же время он принял участие в записи композиции «1 Train» с дебютного альбома Long. Live. ASAP рэпера ASAP Rocky. В записи трека также приняли участие Action Bronson, Кендрик Ламар, Yelawolf, Big K.R.I.T. и Danny Brown. В декабре данный трек попал в интернет, после чего на основе строчки из куплета Джоуи появились слухи о том, что Jay-Z хочет подписать его на свой лейбл Roc Nation. Однако в январе 2013 года, в интервью журналу The Source, он сообщил, что не станет подписывать контракт с каким-либо мейджор-лейблом пока ему не предложат 3 млн долларов.

### 2013:Summer Knights

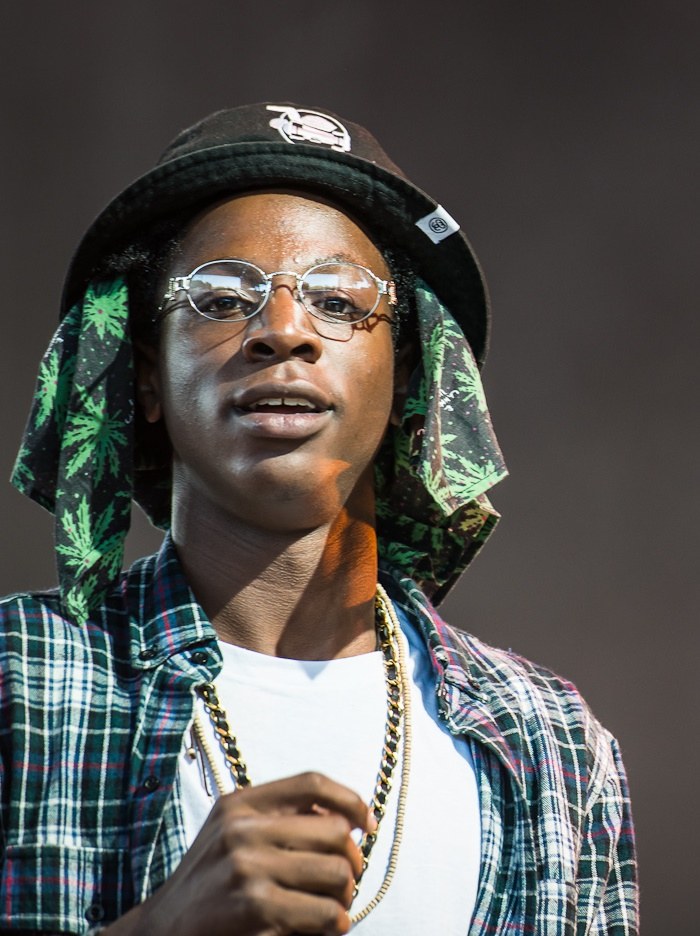
Joey Badass в августе 2013 года в Торонто, во время тура Under the Influence

9 ноября 2012 года рэпер выпустил сингл «Waves» с микстейпа 1999. Он стал первым коммерческим релизом музыканта. На стороне «B» сингла располагалась новая композиция «Enter the Void», записанная совместно с Ab-Soul.
14 января 2013 года Джоуи выпустил первый сингл «Unorthodox» со своего третьего микстейпа, Summer Knights. Продюсером трека стал DJ Premier. 5 марта на данный трек был выпущен клип.
22 марта, совместно с коллективами Pro Era, Flatbush Zombies и The Underachievers, он отправился в концертный тур Beast Coast.
20 апреля был анонсирован совместный тур Wiz Khalifa и ASAP Rocky Under the Influence of Music Tour. В туре, проходившем с июля по август, также приняли участие Joey Badass с коллективом Pro Era, B.o.B и Trinidad James.
В мае 2013 года рэпер анонсировал новый EP Summer Knights, запланированный к релизу 12 июня 2013 года, ровно через год после выхода первого микстейпа. Позже он объявил, что это будет полноценный микстейп. Однако позже релиз микстейпа был перенесён на 1 июля 2013 года. Продюсерами микстейпа стали The Alchemist, MF Doom, Oddisee, Statik Selektah, Lee Bannon, Chuck Strangers и Kirk Knight.
В октябре было объявлено о выпуске первого коммерческого проекта музыканта — Summer Knights EP, в который вошли пять треков с одноимённого микстейпа и две новые композиции. EP был выпущен 29 октября лейблами Cinematic Music Group, Pro Era Records и RED Distribution. Он попал в чарт Billboard Top R&B/Hip-Hop Albums, где занял 48-е место.

### 2014—настоящее время:B4.DA.$$
Дебютный альбом рэпера, B4.DA.$$, был анонсирован в апреле 2013 года. Выход был запланирован на осень того же года. Однако позже релиз был перенесён.
Выпуску альбома предшествовал тур #B4DAMONEYTOUR, где Joey Badass исполнил несколько ещё не вышедших на тот момент синглов. Гостями тура стали Vince Staples, Run The Jewels, Chance & Status, Raz Fresco и коллектив Джоуи Pro Era, исполнивший несколько не выпущенных песен группы.
Тур был начат 27 сентября 2014 года. Всего было запланировано 56 выступлений в Северной Америке и Европе. Однако в декабре европейская часть тура была прервана после того, как рэпер получил известие о смерти коллеги по группе Pro Era и двоюродного брата Junior B. Позже он продолжил тур, выступив в Австралии и Новой Зеландии.
Незадолго до выхода альбома популярность группы Pro Era, участником которой является Джоуи, резко возросла, после того, как в сети появились фотографии дочери президента США Барака Обамы, Малии, в майке с логотипом группы, что помогло обеспечить высокие продажи альбому B4.DA.$$. Альбом также попал в списки самых ожидаемых альбомов журналов Billboard, Complex и XXL. За неделю до выпуска альбома, 13 января, Джоуи выступил в The Tonight Show Джимми Фэллона, где совместно с BJ the Chicago Kid и группой The Roots исполнил композицию «Like Me» с альбома.
B4.DA.$$ был выпущен 20 января 2015 года, на двадцатый день рождения Joey Badass. Альбом был в целом позитивно оценен критиками. Его звучание, основанное на звучании хип-хопа Восточного побережья 90-х, ряд критиков записали в достоинства, однако остальные назвали это недостатком, отметив, что Джоуи может больше, но ограничивает себя рамками хип-хопа 90-х. Альбом занял пятое место в чарте Billboard 200, благодаря тому, что в первую неделю было продано 53 990 экземпляров альбома и альбом был прослушан в интернете более 3 000 000 раз. Он также попал в чарты Independent Albums и Top R&B/Hip Hop Albums, заняв в обоих первое место, а также в чарт Top Tastemaker Albums, где занял третью строчку.
После выхода альбома рэпер отправился в концертный тур World Domination Tour, проходивший с мая по ноябрь 2015 года. Выступления прошли в США, Европе и Японии. В туре также приняли участие Mick Jenkins, Denzel Curry, Bishop Nehru и коллеги по группе Pro Era (Kirk Knight, CJ Fly и Denzel Curry).
6 октября 2015 года совместно с британской инди-рок группой Glass Animals он выпустил трек «Lose Control».
Начиная с 13 июля 2016 года рэпер снимается в сериале Мистер Робот.
В 2019 году снялся в мини-сериале «Wu-Tang: Американская сага» в роли Inspectah Deck.

## Дискография

### Студийные альбомы
- 2015: B4.DA.$$
- 2017: ALL AMERIKKKAN BADA$$

### Микстейпы
- 2012: 1999
- 2012: Rejex
- 2013: Summer Knights